# Грасгоф, Франц
Гра́сгоф, Франц (нем. Franz Grashof; 11 июля 1826, Дюссельдорф — 26 октября 1893, Карлсруэ) — немецкий механик и машиностроитель.

## Биография

### Детство и юность
Франц Грасгоф родился 11 июля 1826 года в семье Елизаветы Софии Доротеи Флорентины Брюггеман (нем. Lisette Sophie Dorothea Florentine Bruggemann) и Карла Грасгофа (нем. Karl Grashof), преподавателя классической филологии в Дюссельдорфской Королевской гимназии. Его дядей был придворный художник Отто Грасгоф. Несмотря на гуманитарное окружение в семье, Франц рано проявил интерес к технике; уже с 15 лет он работал слесарем, посещая после работы ремесленное училище.
В октябре 1844 года Франц Грасгоф поступил в Берлинский Королевский коммерческий институт, где изучал математику, физику и машиностроение. Однако в 1847 году Грасгоф, прервав обучение, пошёл на военную службу: год он прослужил добровольцем в стрелковом батальоне, а в 1848—1851 годах служил на флоте матросом и совершил на парусном судне плавания в Нидерландскую Ост-Индию и Австралию. После этого он разочаровался в избранной им было карьере морского офицера (не последнюю роль сыграла близорукость, которой он страдал) и вернулся в Берлин, где с 1852 года продолжал обучение в Королевском коммерческом институте.

### Профессиональная карьера
В 1854 году Грасгоф окончил Берлинский Королевский коммерческий институт и остался работать в нём, преподавая математику и механику. В 1856 году группа из 23 молодых инженеров, в которую входил и Грасгоф, основали существующее и поныне Общество немецких инженеров (нем. Verein Deutscher Ingenieure). Грасгоф стал редактором журнала «Zeitschrift des VDI», учреждённого этим обществом и издававшегося начиная с 1 января 1857 года; в нём учёный опубликовал и ряд своих статей по различным вопросам прикладной механики. В 1860 году Ростокский университет присвоил Францу Грасгофу звание почётного доктора.
В 1863 году после смерти Фердинанда Редтенбахера Грасгоф стал его преемником на посту профессора кафедры прикладной механики и теории машин Политехникума Карлсруэ. Здесь он читал лекции по сопротивлению материалов, гидравлике, термодинамике и конструированию машин, причём — по общему мнению — его лекции отличались точностью и ясностью языка.
В 1883 году Грасгоф перенёс инсульт, последствия которого существенно ограничили его творческую активность. В 1891 году последовал новый инсульт, от которого учёный так и не оправился.
Умер 26 октября 1893 года в Карлсруэ.

## Научная деятельность

### Работы Грасгофа по кинематике
Основное направление исследований Грасгофа — прикладная механика (в частности, кинематика механизмов). Был сторонником аналитических методов в механике. Из результатов, полученных Грасгофом, в современных учебниках теоретической механики обычно приводится теорема Грасгофа о проекциях скоростей (не всегда — с упоминанием имени автора).

#### Теорема Грасгофа о проекциях скоростей
Рассмотрим две точки — {\displaystyle A^{*}} и {\displaystyle B^{*}} — некоторой механической системы, и пусть {\displaystyle A} и {\displaystyle B} — их текущие положения. Теорема Грасгофа о проекциях скоростей в общем случае формулируется следующим образом: «Если на точки {\displaystyle A^{*}} и {\displaystyle B^{*}} наложена жёсткая связь, то проекции их скоростей на прямую, соединяющую текущие положения этих точек, равны»:
{\displaystyle \mathrm {pr} _{_{AB}}\,\mathbf {v} _{_{\!A}}\;=\;\mathrm {pr} _{_{AB}}\,\mathbf {v} _{_{B}}} .
Обычно данную теорему применяют к точкам абсолютно твёрдого тела, и в этом случае её формулируют так: «Проекции скоростей двух произвольных точек твёрдого тела на прямую, соединяющую эти точки, равны между собой».
Приведём доказательство этой теоремы. Достаточно показать, что
{\displaystyle \mathrm {pr} _{_{AB}}\,(\mathbf {v} _{_{B}}-\mathbf {v} _{_{\!A}})\;\equiv \;\mathrm {pr} _{_{AB}}\,\mathbf {v} _{_{\!AB}}\;=\;0}
(здесь {\displaystyle \mathbf {v} _{_{\!AB}}} — скорость точки {\displaystyle B^{*}} относительно точки {\displaystyle A^{*}}).
Дифференцируя по времени {\displaystyle t} условие жёсткой связи
{\displaystyle (\,\mathbf {r} _{_{\!AB}},\,\mathbf {r} _{_{\!AB}})\;=\;\mathrm {const} }
(представленное в виде условия постоянства скалярного квадрата радиус-вектора точки {\displaystyle B} относительно точки {\displaystyle A}), получаем:
{\displaystyle \left(\,{\mathrm {d}  \over \mathrm {d} t}\,\mathbf {r} _{_{\!AB}},\,\mathbf {r} _{_{\!AB}}\right)\,+\,\left(\,\mathbf {r} _{_{\!AB}},\,{\mathrm {d}  \over \mathrm {d} t}\,\mathbf {r} _{_{\!AB}}\right)\;\equiv \;2\,(\,\mathbf {r} _{_{\!AB}},\,\mathbf {v} _{_{\!AB}})\;=\;0} .
Итак, {\displaystyle (\,\mathbf {r} _{_{\!AB}},\,\mathbf {v} _{_{\!AB}})\;=\;0} , то есть {\displaystyle \mathbf {v} _{_{\!AB}}\perp \mathbf {r} _{_{\!AB}}} .
Пусть теперь {\displaystyle \mathbf {e} \,=\,\mathbf {r} _{_{\!AB}}/\left|\mathbf {r} _{_{\!AB}}\right|} — единичный вектор оси {\displaystyle AB}. Имеем:
{\displaystyle \mathrm {pr} _{_{AB}}\,\mathbf {v} _{_{\!AB}}\;=\;(\,\mathbf {e} ,\,\mathbf {v} _{_{\!AB}})\;=\;{1 \over \left|\mathbf {r} _{_{\!AB}}\right|}\,(\,\mathbf {r} _{_{\!AB}},\,\mathbf {v} _{_{\!AB}})\;=\;0} .
Теорема доказана.
Теорема Грасгофа о проекциях скоростей нередко оказывается полезной при решении конкретных задач кинематики абсолютно твёрдого тела. Вот — типичный пример.
Пусть {\displaystyle A^{*}} и {\displaystyle B^{*}} — точки абсолютно твёрдого тела, {\displaystyle \alpha } и {\displaystyle \beta } — углы векторов {\displaystyle \mathbf {v} _{_{\!A}}} и {\displaystyle \mathbf {v} _{_{B}}} с прямой {\displaystyle AB}. Найти {\displaystyle V_{B}}, если известны {\displaystyle V_{A}}, {\displaystyle \alpha }, {\displaystyle \beta } (жирный шрифт при наборе {\displaystyle V_{B}} не использовался, так что речь идёт о нахождении модуля вектора скорости точки {\displaystyle B^{*}}).
Имеем:
{\displaystyle \mathrm {pr} _{_{AB}}\,\mathbf {v} _{_{\!A}}\;=\;\mathrm {pr} _{_{AB}}\,\mathbf {v} _{_{B}}} ,
то есть
{\displaystyle V_{A}\,\cos \,\alpha \;=\;V_{B}\,\cos \,\beta } ;
отсюда
{\displaystyle V_{B}\;=\;V_{A}\,{{\cos \,\alpha } \over {\cos \,\beta }}} .
Решение задачи найдено. Подчеркнём ещё раз, что мы нашли только модуль вектора {\displaystyle \mathbf {v} _{_{B}}}. Полностью найти вектор {\displaystyle \mathbf {v} _{_{B}}}, пользуясь только теоремой Грасгофа, мы бы не смогли.
Так обстоят дела и в общем случае. Теорема Грасгофа о проекциях скоростей сама по себе не позволяет решать задачи кинематики до конца: всегда требуется какая-либо дополнительная информация.

### Работы Грасгофа по сопротивлению материалов
Грасгоф проявлял большой интерес к сопротивлению материалов и в 1866 году выпустил руководство по данному предмету, переизданное в расширенном виде в 1878 году под названием «Теория упругости и прочности» (нем. Theorie der Elasticität und Festigkeit). Книга стала первой попыткой ввести элементы теории упругости в ориентированный на инженеров курс сопротивления материалов. Причём Грасгоф не ограничивается изложением лишь элементарного сопротивления материалов, но также вводит основные уравнения теории упругости, которыми пользуется при изложении теории изгиба и кручения призматических стержней и теории пластин. В задаче об изгибе стержня Грасгоф находит решения для некоторых форм поперечного сечения, не рассматривавшихся Сен-Венаном. Он продолжает исследования Вейсбаха по изучению сложного напряжённого состояния. В ряде разделов курса Грасгоф находит новые, оригинальные результаты.

### Работы Грасгофа по машиноведению
Грасгоф работал также в области машиноведения. Его главный труд — «Теоретическое машиностроение» (тт. 1—3, 1875—1890 гг.), в котором он развил учение Ф. Рёло о кинематических парах и кинематических цепях.
В данном труде Грасгоф рассматривал движение как плоских, так и пространственных механизмов. Анализируя общий случай движения в пространстве, он указывал, что простая замкнутая цепь принуждённого движения с вращательными кинематическими парами должна состоять из семи звеньев, а также обсуждал возможности уменьшения числа звеньев при частных расположениях осей шарниров.
В учебниках по теории механизмов и машин часто приводится теорема Грасгофа о шарнирном четырёхзвеннике.

#### Теорема Грасгофа о шарнирном четырёхзвеннике
Данная теорема (иногда именуемая также правилом Грасгофа) устанавливает условие существования кривошипа в шарнирном четырёхзвеннике. Речь идёт о плоском механизме из трёх подвижных звеньев (то есть твёрдых тел, образующих механизм) 1, 2, 3 и стойки (неподвижного звена) 0, у которого все звенья соединены между собой вращательными кинематическими парами.
Для звеньев плоских механизмов в теории механизмов и машин используют следующую терминологию:
- кривошип — звено плоского механизма, которое образует вращательную пару со стойкой и может совершать вокруг оси пары полный оборот;
- коромысло — звено плоского механизма, которое образует вращательную пару со стойкой, но не может совершать полный оборот вокруг оси пары;
- шатун — звено плоского механизма, связанное вращательными парами с подвижными его звеньями, но не со стойкой.

Теорема Грасгофа о шарнирном четырёхзвеннике формулируется так: "Наименьшее звено является кривошипом, если сумма длин наименьшего и любого другого звена меньше суммы длин остальных двух звеньев (под «наименьшим» понимается звено минимальной длины).
Поясним данную формулировку. Пусть {\displaystyle a} — длина самого короткого звена (для механизма, изображённого на рисунке, {\displaystyle a=\left|OA\right|}), {\displaystyle d} — длина одного из соединённых с ним звеньев, {\displaystyle b} и {\displaystyle c} — длины остальных звеньев механизма.
Предположим сначала, что {\displaystyle d\,>\,b} и {\displaystyle d\,>\,c} (на рисунке, где {\displaystyle b=\left|AB\right|}, {\displaystyle c=\left|BC\right|}, {\displaystyle d=\left|OC\right|}, это именно так). Элементарный геометрический анализ показывает, что условием полной проворачиваемости звена наименьшей длины относительно звена длины {\displaystyle d}  является выполнение неравенства
{\displaystyle a\,+\,d\;<\;b\,+\,c} .
Если же {\displaystyle d\,<\,b} или {\displaystyle d\,<\,c}, то данное неравенство тем более будет выполняться. Из этих рассмотрений и следует справедливость теоремы Грасгофа в приведённой выше формулировке (рассмотрение предельного случая, когда неравенство обращается в равенство, мы опускаем).
Применяя правило Грасгофа, удаётся подразделить все шарнирные четырёхзвенники на 3 группы:
- механизм будет кривошипно-коромысловым, если длины его звеньев удовлетворяют правилу Грасгофа и за стойку принято звено, соседнее с наименьшим;
- механизм будет двухкривошипным, если сумма длин самого короткого и самого длинного звеньев меньше суммы длин остальных звеньев, и за стойку принято самое короткое звено;
- механизм будет двухкоромысловым, если либо правило Грасгофа не выполнено, либо оно выполнено, но самое короткое звено не соединено со стойкой (то есть оно является шатуном и потому не может быть кривошипом).

Так, изображённый на рисунке шарнирный четырёхзвенник является двухкоромысловым механизмом, поскольку правило Грасгофа для него не выполняется.

### Работы Грасгофа по теории теплопередачи
Грасгоф работал также в области гидравлики и теплотехники, где изучал, в частности, процессы конвекции. В теории теплопередачи известно названное в его честь число Грасгофа — критерий подобия, определяющий процесс теплообмена при свободном движении в поле гравитации и являющийся мерой соотношения архимедовой (подъёмной) силы, вызванной неравномерным распределением плотности в неоднородном поле температур, и сил межмолекулярного трения.

## Семья
В 1854 году Франц Грасгоф женился на Генриетте Ноттебом (нем. Henriette Nottebohm), дочери землевладельца. У них родились сын и две дочери; одна из дочерей, Елизавета, позднее вышла замуж за известного архитектора и скульптора Карла Хоффаккера (нем. Karl Hoffacker).

## Память
В 1894 году Общество немецких инженеров учредило в честь Франца Грасгофа (в 1856—1890 годах — первый директор общества) свою высшую награду — памятную медаль Грасгофа, которая вручается в качестве премии для инженеров, имеющих выдающиеся научные или профессиональные заслуги в области техники.
В 1986 году в Карлсруэ был воздвигнут памятник Францу Грасгофу. В честь него названы улицы в Бремене, Дюссельдорфе, Карлсруэ и Мангейме.

## Публикации
- Grashof, Franz.  Die Festigkeitslehre mit besonderer Rücksicht auf die Bedürfnisse des Maschinenbauses: Abriss von Vorträgen an der Polytechnischen Schule zu Carlsruhe. — Berlin: R. Gaertner, 1866. — xiv + 293 S.
- Grashof, Franz.  Theorie der Elasticität und Festigkeit: mit Bezug auf ihre Anwendungen in der Technik. — Berlin: R. Gaertner, 1878. — viii + 408 S.
- Grashof, Franz.  Theoretische Maschinenlehre. Bd. 1. Hydraulik nebst mechanischer Wärmetheorie und allgemeiner Theorie der Heizung. — Leipzig: L. Voss, 1875. — xiv + 972 S.
- Grashof, Franz.  Theoretische Maschinenlehre. Bd. 2. Theorie der getriebe und der mechanischen Messinstrumente. — Leipzig: L. Voss, 1883. — xii + 873 S.
- Grashof, Franz.  Theoretische Maschinenlehre. Bd. 3. Theorie der Kraftmaschinen. — Leipzig: L. Voss, 1890. — xii + 891 S.